# Megaloblatta longipennis
 (février 2023).
Espèce
Megaloblatta longipennis est une espèce de cafards de la famille des Blattellidae. C'est l'un des plus grands cafards existants par sa longueur et son envergure.

## Description
Megaloblatta longipennis est connu pour sa taille exceptionnelle ; le plus gros spécimen mesurait 97 mm de longueur, était large de 44 mm et avait une envergure de 200 mm.

## Systématique
Le nom valide complet (avec auteur) de ce taxon est Megaloblatta longipennis (Walker, 1868).
L'espèce a été initialement classée dans le genre Blabera sous le protonyme Blabera longipennis Walker, 1868,.
Megaloblatta longipennis a pour synonymes :
- Blabera longipennis Walker, 1868
- Megaloblatta peruviana Dohrn, 1887

## Publication originale
- (en) Francis Walker, Catalogue of the specimens of Blattariæ in the collection of the British Museum, Londres, Gray, 1868, 260 p. (OCLC 3450910, LCCN 06032211, DOI 10.5962/BHL.TITLE.8495, lire en ligne).